# Liste von Abkürzungen (Tauchen)
Diese Liste von Abkürzungen für Begriffe des Tauchsports enthält in der Tauchersprache übliche Kurzformen. Viele stammen aus dem Englischen oder dem Französischen und haben sich auch im deutschen Sprachraum durchgesetzt.
Für die Abkürzungen von Tauchorganisationen siehe die dortige Liste der Tauchorganisationen.
| Abkürzung | Ausgeschrieben                                             | Bedeutung oder Erklärung |
| --------- | ---------------------------------------------------------- | --- |
| AAS       | englisch: Alternative Air Source                           | Alternative Luftquelle; z. B. ein Oktopus. |
| ABC       | (keine Abkürzung)                                          | Die ABC-Ausrüstung oder Tauchergrundausrüstung bestehend aus Tauchmaske, einem Schnorchel und den Tauchflossen.                                               |
| ABLJ      | englisch: Adjustable Buoyacy Life Jacket                   | Die ursprüngliche Variante der Tarierweste. |
| ADV       | englisch: Adjustable Divers Vest                           | Eine bestimmte Art Tarierweste. |
| AGE       | englisch: Arterial Gas Embolism                            | Eine arterielle Embolie. |
| AI        | englisch: Assistant Instructor                             | Eine Tauchausbildung und Brevetierung von PADI oder NAUI. |
| AMV       | Atem Minuten Volumen                                       | Das in einer bestimmen Zeit geatmete Luftvolumen in L/min. |
| AOWD      | englisch: Advanced Open Water Diver                        | Eine Tauchausbildung und Brevetierung von PADI oder SSI. |
| AP        | englisch: Absolute Pressure                                | absoluter Druck |
| AR        | Atemregler                                                 | Teil der Tauchausrüstung |
| ATL       | Tauchlehrerassistent                                       | Eine Tauchausbildung und Brevetierung von CMAS. |
| BC        | englisch: Buoyancy Compensator                             | die Tarierweste |
| BT        | englisch: Bottom Time                                      | Grundzeit |
| BCD       | englisch: Buoyancy Control Device                          | Tarierweste |
| BPW       | englisch: Backplate and Wing                               | Rückenplatte und Auftriebskörper beim technischen Tauchen |
| CAGE      | Cerebrale arterielle Gasembolie                            | Eine arterielle Embolie im Gehirn. |
| CCCR      | englisch: Chemically Closed Circuit Rebreather             | Ein chemisch gesteuertes komplett geschlossenes Kreislauftauchgerät.                                                                                          |
| CCR       | englisch: Closed Circuit Rebreather                        | ein geschlossenes Kreislauftauchgerät |
| CD        | englisch: Course Director                                  | Eine Tauchausbildung und Brevetierung von CMAS oder PADI. |
| CESA      | englisch: Controlled Emergency Swimming Ascent             | ein kontrollierter Notaufstieg |
| CNS       | Zentralnervensystem                                        | |
| CO        | (Chemische Formel)                                         | Kohlenmonoxid, ein Bestandteil der Luft |
| CO2       | (Chemische Formel)                                         | Kohlendioxid, ein Bestandteil der Luft |
| CPR       | englisch: Cardiopulmonary Resuscitation                    | Herz-Lungen-Wiederbelebung |
| DAN       | englisch: Divers Alert Network                             | Eine Internationale Organisation, die sich mit Tauchmedizin und Tauchsicherheit beschäftigt.                                                                  |
| DCI       | englisch: Decompression Illness                            | die Dekompressionskrankheit |
| DCS       | englisch: Decompression Sickness                           | die Dekompressionskrankheit |
| DDC       | englisch: Deck Decompression Chamber                       | Eine Dekompressionskammer |
| DIN       | Deutsches Institut für Normung                             | Meint in der Tauchersprache den nach DIN EN 144-2/3 und ISO 12209-2 genormten Druckluftflaschen-Anschluss.                                                    |
| DM        | englisch: Divemaster                                       | Eine Tauchausbildung und Brevetierung von PADI, SSI oder NAUI.                                                                                                |
| DNF       | englisch: do not fly                                       | Zeit während der nach einem Tauchgang der Taucher nicht höher als 400 m über der Tauchplatz aufsteigen sollte.                                                |
| DPV       | englisch: Dive Propulsion Vehicle                          | ein Tauchscooter |
| DSMB      | englisch: Delayed Surface Marker Buoy                      | Eine offene Signalboje. |
| DT        | englisch: Dive Table                                       | Dekompressionstabelle |
| DTG       | Drucklufttauchgerät                                        | Das Tauchgerät, dass die meisten Taucher nutzen. |
| DTSA      | Deutsches Tauchsportabzeichen                              | Eine Auszeichnung des VDST. |
| EAD       | englisch: Equivalent Air Depth                             | die äquivalente Lufttiefe beim Tauchen mit Nitrox |
| EAN       | englisch: Enriched Air Nitrox                              | eine Bezeichnung für Nitrox |
| EANx      | englisch: Enriched Air Nitrox                              | eine Bezeichnung für Nitrox |
| EAP       | englisch: Equivalent Air Pressure                          | der äquivalente Absolutdruck beim Tauchen mit Nitrox |
| EBS       | englisch: Emergency Breathing System                       | Notfallluftquelle; z. B. ein Oktopus. |
| ECCR      | englisch: Electronic Complet Closed Rebreather             | Elektronisch gesteuertes komplett geschlossenes Kreislauftauchgerät.                                                                                          |
| EFR       | englisch: Emergency First Response                         | Erste-Hilfe-Kurs mit Herz-Lungen-Wiederbelebung, bei PADI eine Voraussetzung für die Brevetierungen ab Rescue Diver.                                          |
| END       | englisch: Equivalent Narcotic Depth                        | Tiefe ab der Trimix, Heliox oder Hydreliox narkotisch wirkt.                                                                                                  |
| FFM       | englisch: Full Face Mask                                   | die Vollgesichtsmaske, siehe Vollmaske |
| GTÜM      | Gesellschaft für Tauch- und Überdruckmedizin               | Gemeinnütziger Verein, der auf dem Gebiet Tauchmedizin tätig ist.                                                                                             |
| HD        | Hochdruck                                                  | Tauchausrüstung für 200 oder 300 Bar Flaschendruck, siehe auch HP                                                                                             |
| HLW       | Herz-Lungen-Wiederbelebung                                 | (CPR) |
| HP        | englisch: High Pressure                                    | Hochdruckabgang an der ersten Stufe eines Atemreglers, siehe auch HD                                                                                          |
| HPNS      | englisch: High Pressure Nervous Syndrom                    | |
| HSA       | englisch: Handicap Scuba Association                       | eine Organisation für Behindertentauchen |
| IAC       | englisch: International Aquanautic Club                    | Ein internationaler Tauchsportverband mit Sitz in Deutschland (Essen)                                                                                         |
| IAHD      | englisch: International Association for Handicapped Divers | Eine Organisation für Behindertentauchen |
| IDC       | englisch: Instructor Development Course                    | Eine Tauchlehrer-Ausbildung von PADI. |
| IE        | englisch: Instructor Examination                           | Die Tauchlehrer-Prüfung von PADI. |
| INT       | (Bedeutung unklar)                                         | Bezeichnet den nach ISO 12209-3 genormten Druckluftflaschen-Anschluss.                                                                                        |
| IP        | englisch: Intermediate Pressure                            | Der Mittelduck eines Atemreglers. |
| IT        | englisch: Instructor Trainer                               | Eine Tauchlehrer-Ausbildung und Brevetierung von PADI oder NAUI.                                                                                              |
| ITC       | englisch: Instructor Training Course                       | Eine Tauchlehrer-Ausbildung von SSI. |
| LP        | englisch: Low Pressure                                     | Der Mittelduck eines Atemreglers. |
| MD        | Mitteldruck                                                | Der Mittelduck eines Atemreglers. |
| MD        | englisch: Master Diver                                     | Eine Tauchausbildung und Brevetierung von SSI. |
| MDT       | englisch: Maximum Dive Time                                | Die maximale Tauchzeit bei einem Tauchgang. |
| MGR       | englisch: Mixed Gas Rebreather                             | Ein Kreislauftauchgerät für Atemgasgemische. |
| MI        | englisch: Master Instructor                                | Eine Tauchlehrer-Ausbildung von Brevetierung PADI und SSI. |
| MOD       | englisch: Maximum Operating Depth                          | die maximale Tauchtiefe beim Tauchen mit Nitrox |
| MONK      | Mannschaftsorientierung nach Karte                         | Orientierungstauchen mit einer Unterswasserkarte. |
| MOP       | englisch: Maximum Operating Pressure                       | der maximale Umgebungsdruck beim Tauchen mit Nitrox |
| MSD       | englisch: Master Scuba Diver                               | Eine Tauchausbildung und Brevetierung von PADI und NAUI. |
| MSDT      | englisch: Master Scuba Diver Trainer                       | Eine Tauchlehrer-Ausbildung von Brevetierung PADI. |
| N2        | (Chemische Formel)                                         | Stickstoff, der Hauptbestandteil der Luft. |
| NDL       | englisch: No Decompression Limit                           | die Nullzeit |
| Nitrox    | Kunstwort: Nitrogen und Oxygen                             | Mit Sauerstoff angereicherte Luft. |
| NOAA      | englisch: National Oceanic and Atmospheric Administration  | Eine Behörde der Vereinigten Staaten, die unter anderem auch im Bereich der Tauchmedizin forscht und einige für Taucher bedeutsame Standards veröffentlichte. |
| NTG       | Nachttauchgang                                             | Tauchen bei Nacht. |
| NZG       | Nullzeitgrenze                                             | Das Überschreiten der Nullzeit. |
| OTU       | englisch: Oxygen Toxicity Unit oder Oxygen Tolerance Unit  | Die Sauerstofftoleranz der Lunge ab der eine Sauerstofftoxikose droht.                                                                                        |
| OWD       | englisch: Open Water Diver                                 | Eine Tauchausbildung und Brevetierung von PADI oder SSI. |
| OWSI      | englisch: Open Water Scuba Instructor                      | Eine Tauchlehrer-Ausbildung von Brevetierung von PADI. |
| O2        | (Chemische Formel)                                         | Sauerstoff, ein Bestandteil der Luft. |
| PG        | englisch: Pressure Groupe                                  | Wird zur Berechnung von Wiederholungstauchgängen mit Dekompressionstabellen gebraucht.                                                                        |
| PP        | englisch: Partial Pressure                                 | der Partialdruck |
| pCO2      | (Formel)                                                   | Kohlendioxid-Partialdruck |
| pN2max    | (Formel)                                                   | maximaler zulässiger Stickstoff-Partialdruck |
| pO2max    | (Formel)                                                   | maximaler zulässiger Sauerstoff-Partialdruck |
| pO2min    | (Formel)                                                   | minimal zulässiger Sauerstoff-Partialdruck |
| ppO2      | englisch: Partial Pressure und eine Formel                 | der Partialdruck von Sauerstoff |
| PTG       | Presslufttauchgerät                                        | Drucklufttauchgerät |
| RBT       | englisch: Remaining Bottom Time                            | Verbleibende Tauchzeit, die einen sicheren Aufstieg ermöglicht; teils als Restluft bezeichnet.                                                                |
| RD        | englisch: Rescue Diver                                     | Eine Tauchausbildung und Brevetierung von PADI. |
| RDP       | englisch: Recreational Dive Planner                        | Nullzeittabelle für Sporttaucher. |
| RGBM      | englisch: Reduced Gradient Bubble Model                    | Ein mathematisches Modell, um die Sticksoffsätigung von Geweben während eines Tauchgans zu berechnen.                                                         |
| RIB       | englisch: Respiratory Minute Volume                        | Das in einer bestimmen Zeit geatmete Luftvolumen in l/min. |
| RSTC      | englisch: Recreational Scuba Training Council              | Ein regionales bzw. nationales Normierungsgremium für Tauchausbildungen bzw. ein Zusammenschluss von Sporttauchausbildungsverbänden                           |
| SAC       | englisch: Surface Air Consumption                          | Das in einer bestimmen Zeit geatmete Luftvolumen in l/min. |
| SCR       | englisch: Semi Closed Rebreather                           | Halbgeschlossenes Kreislauftauchgerät |
| SCUBA     | englisch: Self Contained Underwater Breathing Apparatus    | Drucklufttauchgerät |
| SDC       | englisch: Submersible Decompression Chamber                | Druckkammer, die unter Wasser betrieben werden kann |
| SI        | englisch: Surface Interval                                 | Oberflächenpause vor einem Wiederholungstauchgang. |
| SMB       | englisch: Surface Marker Buoy                              | Signalboje |
| TAT       | englisch: Total Ascent Time                                | Gesamtaufstiegszeit |
| TBT       | englisch: Total Bottom Time                                | die totale Grundzeit eines Tauchers oder eines Ausrüstungsgegenstands.                                                                                        |
| TDT       | englisch: Total Dive Time                                  | die totale Tauchzeit eines Tauchers oder eines Ausrüstungsgegenstands.                                                                                        |
| Tec       | englisch: Technical Diving                                 | Technisches Tauchen |
| TG        | Tauchgang                                                  | Der Aufenthalt unter Wasser. |
| TL        | Tauchlehrer                                                | bilden andere Taucher aus |
| Trimix    | Kunstwort: Tri = drei, Mix = Gemisch                       | Ein Atemgasgemisch aus Sauerstoff, Stickstoff und Helium. |
| TUP       | englisch: Time Under Pressure                              | Die Zeit vom Ab- bis zum Auftauchen, bei einem Tauchgang. |
| UW        | Unterwasser                                                | Wird meist als Zusatz zu anderen Begriffen verwendet, z. B. UW-Fotografie.                                                                                    |
| VGE       | englisch: Venous Gas Embolism                              | Eine venöse (Gas)Embolie. |
| VGM       | Vollgesichtsmaske                                          | Eine spezielle Form der Tauchmaske, siehe Vollmaske |
| WOB       | englisch: Work Of Breath                                   | Die benötigte Energie für die Atmung einer bestimmten Gasmenge.                                                                                               |
| WRSTC     | englisch: World Recreational Scuba Training Council        | Ein internationales Normierungsgremium für Tauchausbildungen bzw. ein Zusammenschluss von Sporttauchausbildungsverbänden                                      |
| ÜL        | Übungsleiter                                               | Assistent eines Tauchlehrers |
| ZNS       | Zentralnervensystem                                        | Sauerstoff wird mit zunehmendem Druck toxisch und kann so zu lebensbedrohlichen Vergiftungen im Zentralnervensystem führen.                                   |